# 부산문화방송
부산문화방송주식회사(釜山文化放送株式會社, 부산MBC)는 대한민국의 최초 상업 목적 민간방송사로서 부산·동부경남 지역을 가시청권으로 하는 TV·라디오 방송국이다. 문화방송 서울 본사보다 2년 먼저 1959년에 개국하였다. 현재 본사는 임시 사옥으로, 부산광역시 동구 범일동에 있으며, 추후 북항 재개발 지역 내의 IT·영상·전시지구 부지로 신사옥 이전을 목표로 하고 있다.

## 연혁

### 1950년대
- 1958년 7월 14일 - 시설착수 상업방송국 설립 허가(체허 9121호)
- 1958년 8월 25일 - 주식회사 문화방송국[참고 1] 법인 등기

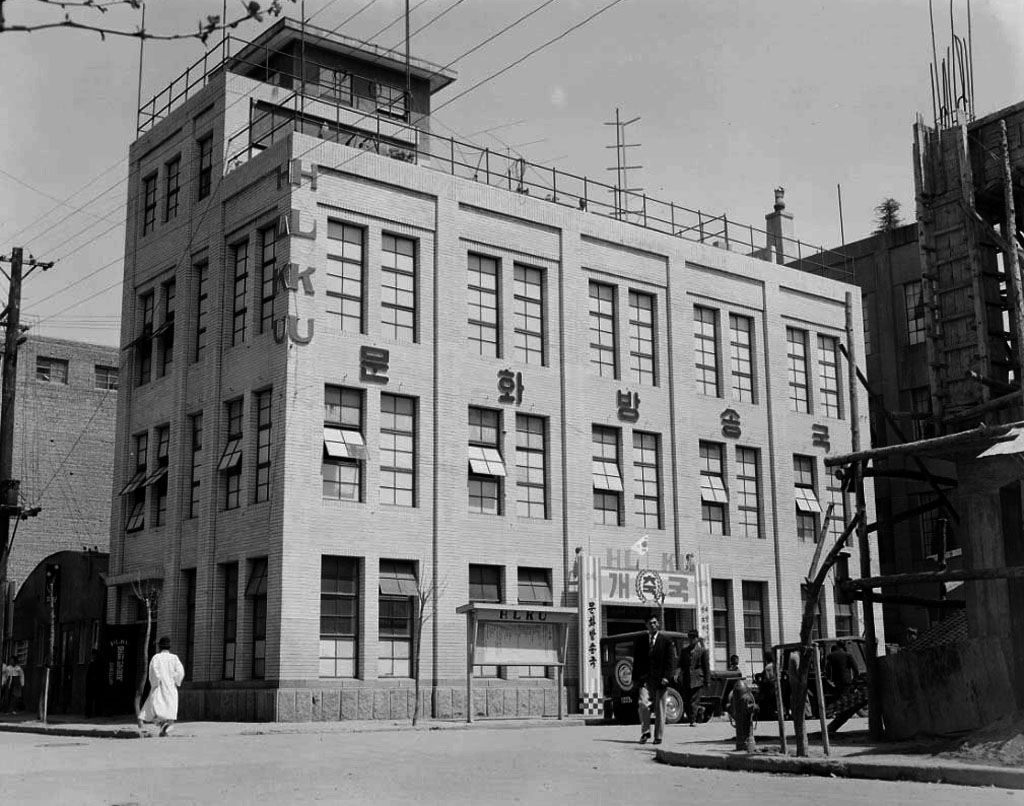
부산 문화방송국 전경

- 1959년 4월 15일 - 부산에서 백화당예식장[참고 2]을 운영하던 개인사업가 김상용과 방송기술자 출신의 정환옥이 주축이 되어 설립했으나 이후 언론인 김지태에게 소유권을 넘긴 대한민국 최초의 민간 상업방송으로  부산문화방송은 개국당시 문화방송으로 불린 문화방송의 모태사이다. 현재의 문화방송은 現 부산문화방송보다 2년 반 늦게 개국(1961.12.2 설립자 김지태)했으며, 개국당시의 이름은 한국문화방송이었다.(現 부산문화방송) 개국 (호출부호 HLKU, 주파수 중파 1161kHz, 출력 1㎾).
- 1959년 9월 23일 - 초대 사장 김상용 퇴임, 제2대 사장 안상수 취임

### 1960년대
- 1962년 6월 30일 - 정수장학회(당시 5.16 장학회)에 강제 헌납
- 1963년 1월 16일 - 주파수 1160kHz로 변경
- 1963년 9월 2일 - 출력 10㎾로 증강
- 1964년 4월 14일 - 송신소를 광안리로 이전 확장
- 1965년 3월 5일 - 회사명을 주식회사 부산문화방송국에서 부산문화방송주식회사로 변경.
- 1968년 7월 11일 - 고갈산 중계소 설치
- 1969년 1월 1일 - 출력 1㎾에서 20㎾로 증강.
- 1969년 4월 25일 - 텔레비전 방송국 허가(호출부호 HLAD, 채널12, 영상출력 2㎾, 음향출력 500W).

### 1970년대
- 1970년 1월 24일 - 한국문화방송 부산 텔레비전국으로 개국. 1일 6시간 정규방송 개시. 부산MBC 텔레비전 방송 개국(호출부호 HLAD, 채널12, 영상출력 2㎾, 음향출력 500W).
- 1970년 4월 15일 - 부산MBC 음악FM(호출부호 HLKU-FM, 88.9MHz, 출력 1㎾) 개국.
- 1971년 4월 26일 - 본국을 키 스테이션(Key Station)으로 하여 대구·대전·전주·광주 네트워크에 M/W 중계 방송 개시
- 1971년 6월 21일 - 제2대 사장 안상수 퇴임, 제3대 사장 김종신 취임
- 1971년 7월 5일 - 전 네트국으로 M/W 개통, 본사와 동시방송 개시
- 1971년 10월 1일 - 럭키그룹에서 인수. 주식회사 부산문화방송으로 개편
- 1972년 3월 1일 - FM방송 스테레오로 전환.
- 1972년 10월 30일 - TV 채널 12번을 TV 채널 11번으로 변경(영상출력 5㎾, 음향출력 1㎾로 변경).
- 1974년 2월 19일 - 사장 정보민 취임.
- 1974년 7월 1일 - 사옥 신축 기공식
- 1975년 10월 16일 - 신축 사옥 준공 이전.
- 1976년 9월 1일 - 신사옥 기공(부산광역시 중구 대교동2가 69)
- 1976년 10월 21일 - 제3대 사장 김종신 퇴임, 제4대 사장 조증출 취임.
- 1978년 11월 23일 - AM 주파수 1161kHz로 변경
- 1978년 12월 28일 - 문화관광 주식회사 설립
- 1979년 5월 1일 - 중계소를 FM송신소로 개칭, 부설 가야 문화 연구소 발족.
- 1979년 8월 - 어린이 문예 창간호 발행
- 1979년 9월 1일 - 신사옥 중앙동6가 국제회관 준공.
- 1979년 9월 5일 - 사옥 이전(부산일보 4층 → 국제회관 11층)

### 1980년대
- 1980년 2월 15일 - 연주소 컬러 텔레비전 기기 시설 완료.
- 1980년 12월 1일 - 강제적인 언론 통폐합으로 부산문화방송 주식 51%가 문화방송으로 넘겨져 계열화됨.
- 1980년 12월 22일 - 컬러 TV 방송 개국.
- 1981년 2월 17일 - 제5대 사장 하종배 취임.
- 1982년 7월 1일 - FM방송 1㎾에서 5㎾로 출력 증강.
- 1983년 8월 1일 - TV출력 증강(영상 10㎾, 음성2㎾).
- 1984년 11월 2일 - 일본 KBC 규슈 아사히 방송과 자매결연.
- 1985년 9월 1일 - 주식회사 부산문화방송, 주식회사 부산문화TV방송 합병.
- 1985년 9월 1일 - 정수장학회 소유 부산문화방송 전 주식(약 21.27%)이 문화방송으로 양도됨.[3]
- 1986년 2월 25일 - 양산 TV중계소 개소.
- 1988년 2월 1일 - 부산MBC 표준FM(95.9MHz) 방송 개국 : (개국당시 호출부호 HLKU-SFM, 주파수 초단파 95.9MHz, 출력 3㎾/황령산).

### 1990년대
- 1994년 5월 21일 - 중국 톈진광파전대와 자매결연.
- 1994년 8월 27일 - 녹산TV 중계소 개소.
- 1997년 3월 31일 - 신사옥 이전 (부산광역시 수영구 민락동 316-2, 감포로8번길 69).
- 1997년 4월 15일 - 신사옥 준공

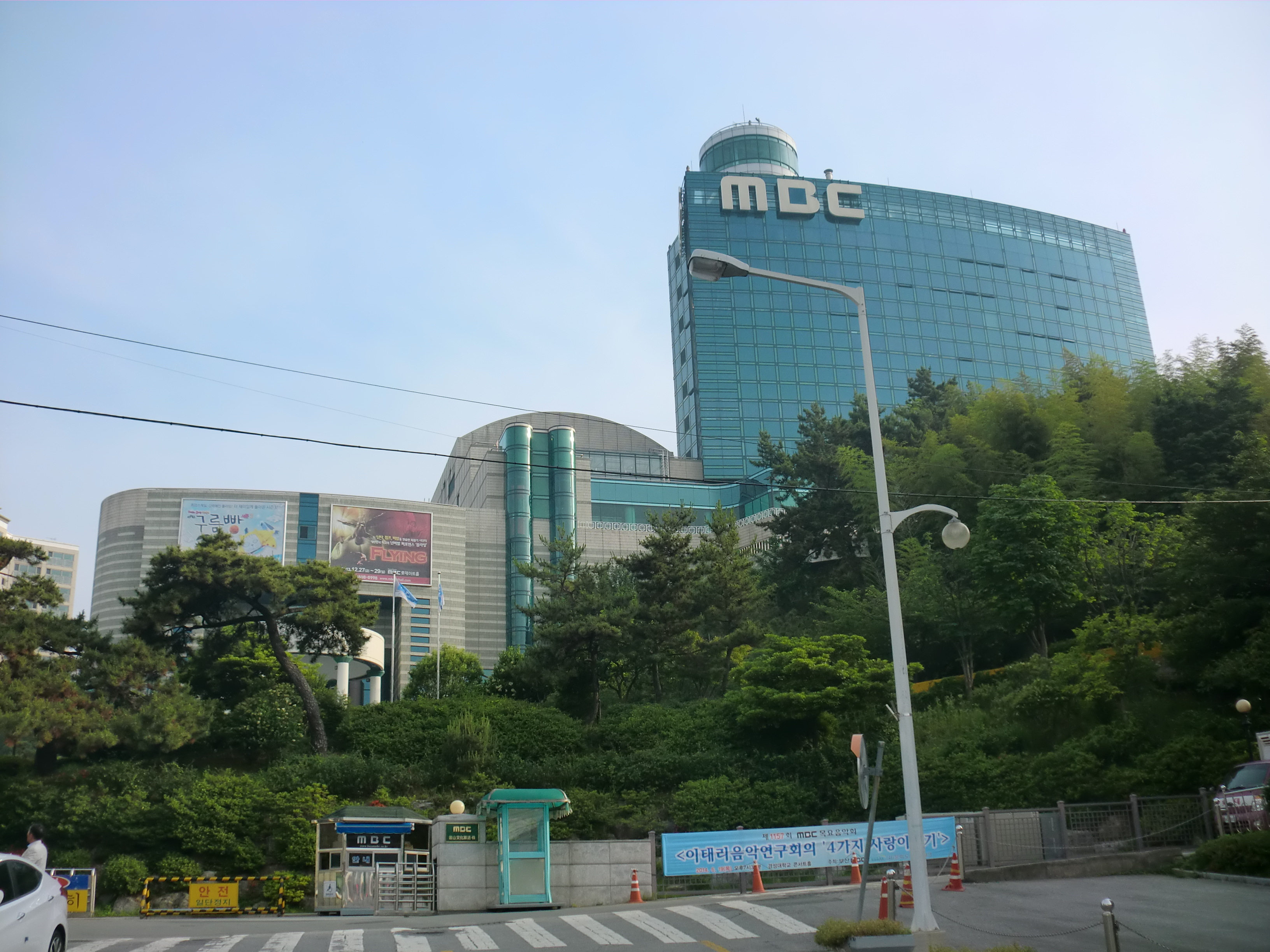
1997년 4월 15일에 준공한 부산문화방송 舊 수영구 민락동 사옥

- 1998년 8월 22일 - 부산MBC 시네마홀 개관.
- 1999년 1월 1일 - 부산MBC 홈페이지 개설 (http://www.psmbc.co.kr 보관됨 2011-01-28 - 웨이백 머신).

### 2000년대
- 2001년 2월 2일 - 기장TV 중계소 개소.
- 2002년 4월 15일 - 방송 자료관 개관.
- 2003년 8월 4일 - 중국 시안TV와 업무 제휴 체결.
- 2004년 7월 30일 - 디지털 텔레비전 방송 개국.
- 2007년 2월 28일 - 양산, 기장 표준FM중계소 개설 허가 및 녹산 표준FM중계소 주파수 변경 (93.3MHz → 106.5MHz)
- 2007년 8월 31일 - 지상파 DMB 방송국 MY MBC (영남권) 개국.
- 2008년 3월 31일 - 뉴스센터 준공, 방송 시작.

### 2010년대
- 2012년 10월 9일 - 지상파 아날로그 TV 방송 종료
- 2013년 7월 17일 - 부산 지역 디지털 주파수 재배치 완료
- 2017년 12월 29일 - 부산MBC UHD 방송 개국. 서울 본사의 UHD 방송.

### 2020년대
- 2021년 4월 12일 부산MBC 사옥 부지, 금강주택에 매각
- 2022년 9월 8일 - AM 라디오 운용 일시 휴지(1161kHz, 10kW). FM방송 전환.
- 2023년 3월 8일 : AM 라디오 송출 종료(1161kHz, 10kW).[4]
- 2023년 6월 2일 : 수영구 민락동 사옥 방송 종료.
- 2023년 6월 5일 : 동구 범일동 임시 사옥 이전

## 매출, 손익 현황
- 2012년 부산문화방송은 427억의 매출액을 올려 19개 지역 문화방송 제휴국 중에서 가장 높은 수치를 기록했다. (2위는 대구문화방송으로 398억을 기록함) 전체 제휴국 매출액 중 점유율은 10%였으며, 매출원가는 262억, 영업이익은 16억의 흑자를 기록하였다. 영업외 손익을 감안한 경상이익은 30억이었으며, 법인세 비용등을 제외한 당기순이익은 23억의 흑자가 발생했다. (이는 문화방송 제휴국 전체 당기순이익(65억,2007년)의 36%에 해당하는 수치임)
- 부산문화방송 매출은 연평균 0.1%의 매출액의 증가율을 보이고있고, 당기순이익에서도 최근 7년간 적자를 기록한 적이 없어 비교적 안정된 수준의 순이익을 달성하고 있다.[5]

## TV 방송
1970년 1월 24일 호출부호 HLAD, 채널12, 영상출력 2㎾, 음성출력 500W로 부산,울산,마산 지역 최초의 민영TV방송사 부산문화텔레비전방송(주)로 TV방송을 개국하였다. 1972년 10월 30일 TV 채널 12번을 TV 채널 11번으로 변경(영상출력 5㎾, 음향출력 1㎾로 변경)하였다. 1980년 12월 22일 컬러TV방송을 실시하였고, 2004년 7월 30일 디지털 TV방송을 개국하였다. 부산광역시 일원과 경상남도 동부 일부지역을 가시청권역으로서 방송중이다.

### 방송 송출 시설망
- 호출부호 : HLKU-DTV
- 가상채널 : 11-1

| 송신소          | UHD      | UHD   | HD                                      | HD    | 송신소 위치                      | 비고 |
| 송신소          | 물리채널 | 출력  | 물리채널                                | 출력  | 송신소 위치                      | 비고 |
| --------------- | -------- | ----- | --------------------------------------- | ----- | -------------------------------- | ---- |
| 황령산 송신소   | CH 55    | 5㎾   | CH 17                                   | 2.5㎾ | 부산 부산진구 전포1동 산50-1     |      |
| 정관 중계소     |          |       | CH 22                                   | 50W   | 부산 기장군 정관읍 달산리 산32-2 |      |
| 기장 중계소     | CH 35    | 90W   | 부산 기장군 일광읍 횡계리 산28-1 일광산 |       |                                  |      |
| 대변항 중계소   | CH 35    | 0.05W | 부산 기장군 기장읍 대변리 304-20        |       |                                  |      |
| 장산 중계소     | CH 32    | 20W   | 부산 해운대구 우2동 산140-50            |       |                                  |      |
| 만덕 중계소     | CH 28    | 20W   | 부산 동래구 온천3동 산193 달북마을      |       |                                  |      |
| 동삼 중계소     | CH 17    | 0.05W | 부산 영도구 동삼1동                     |       |                                  |      |
| 천마산 중계소   | CH 49    | 20W   | 부산 사하구 감천2동 산99-1 천마산       |       |                                  |      |
| 천제산 중계소   | CH 46    | 90W   | 부산 남구 대연동                        |       |                                  |      |
| 양산타워 중계소 | CH 31    | 90W   | 경남 양산시 동면 석산리 656-30          |       |                                  |      |

아날로그TV
- 호출부호 : HLKU-TV

| 송신소        | 채널  | 출력 | 송신소 위치                             |
| ------------- | ----- | ---- | --------------------------------------- |
| 영도 송신소   | CH 11 | 5㎾  | 부산 영도구 신선동3가 산1-1 봉래산      |
| 황령산 송신소 | CH 43 | 500W | 부산 부산진구 전포1동 산50-1            |
| 기장 중계소   | CH 47 | 100W | 부산 기장군 일광면 횡계리 산28-1 일광산 |
| 장산 중계소   | CH 37 | 100W | 부산 해운대구 우2동 산140-50            |
| 만덕 중계소   | CH 21 | 100W | 부산 동래구 온천3동 산193 달북마을      |
| 반송 중계소   | CH 35 | 10W  | 부산 해운대구 반송1동 산81-4 운봉산     |
| 천마산 중계소 | CH 41 | 100W | 부산 사하구 감천2동 산99-1 천마산       |
| 괴정 중계소   | CH 32 | 10W  | 부산 사하구 괴정2동 산7-2 승학산        |
| 녹산 중계소   | CH 30 | 500W | 부산 강서구 녹산동 산2-27 봉화산        |
| 양산 중계소   | CH 20 | 100W | 경남 양산시 북정동 산39-3               |

## 라디오방송
1959년 4월 14일 개국하였다. FM라디오 2채널을 운영 중이며, 부산과 그 인근지역을 가청권역으로서 방송중이다.
FM 송신소는 황령산에 있다. AM 송신소는 부산진구 초읍동 화지산에 있었으나, 문화방송이 AM방송의 전면 표준FM 전환에 들어가면서 2022년 9월 8일에 AM방송 휴지 후 폐국 수순을 밟게 됐다.

## TV 프로그램

### 방영 프로그램
- MBC 뉴스투데이 부산
- 930 MBC 뉴스 부산
- MBC 5시 뉴스와 경제 부산
- MBC 뉴스데스크 부산
- 생방송 부라보
- 시사포커스
- 테마기행 길
- TV 닥터 인사이드 플러스
- 스포츠 중계석[6]

### 종영 프로그램
- 포비든 앨리
- 부산, 부산 문화
- 공간다큐 그곳

## 라디오 프로그램

### 방영 프로그램

#### RADIO
- 부산MBC 9시 뉴스
- 부산MBC 정오종합뉴스
- 부산MBC 15시 뉴스
- 부산MBC 17시 뉴스
- 부산MBC 18시 뉴스
- 부산MBC 21시 뉴스
- 자갈치 아지매
- 우리 산책할래요?
- 라디오 시민세상
- 오후만세
- 생방송 오늘 저녁, 부산입니다

#### FM
- 안희성의 가정음악실
- 찐디의 정오의 희망곡

### 종영 프로그램

#### RADIO
- MBC 뉴스네트워크

### 방송 송출 시설망
| 부산MBC 라디오  | 부산MBC 라디오 | 부산MBC 라디오 | 부산MBC 라디오 | 부산MBC 라디오                    | 부산MBC 라디오                                                                       |
| 송신소          | 주파수         | 출력           | 호출부호       | 송신소 위치                       | 방송구역                                                                             |
| --------------- | -------------- | -------------- | -------------- | --------------------------------- | ------------------------------------------------------------------------------------ |
| 황령산 송신소   | FM 95.9MHz     | 3㎾            | HLKU-SFM       | 부산 부산진구 전포1동 산50-1      | 부산광역시 일원, 울산광역시 일부, 창원시 일부, 밀양시 일부, 김해시 일부, 양산시 일부 |
| 양산타워 중계소 | FM 97.7MHz     | 20W            | HLKU-SFM       | 경남 양산시 동면 석산리 656-2     | 양산시 일원                                                                          |
| 녹산 중계소     | FM 106.5MHz    | 20W            | HLKU-SFM       | 부산 강서구 녹산동 산2-27 봉화산  | 부산광역시 강서구 일원                                                               |
| 기장군청 중계소 | FM 106.5MHz    | 30W            | HLKU-SFM       | 부산광역시 기장군 기장읍 신천리 1 | 부산광역시 기장군 일원                                                               |
| 정관 중계소     | FM 106.5MHz    | 20W            | HLKU-SFM       | 부산 기장군 정관읍 달산리 산32-2  | 부산광역시 기장군 정관읍 일원                                                        |
| 부산MBC FM4U    |                |                |                |                                   |                                                                                      |
| 송신소          | 주파수         | 출력           | 호출부호       | 송신소 위치                       | 방송구역                                                                             |
| 황령산 송신소   | FM 88.9MHz     | 5㎾            | HLKU-FM        | 부산 부산진구 전포1동 산50-1      | 부산광역시 일원, 울산광역시 일부, 창원시 일부, 밀양시 일부, 김해시 일부, 양산시 일부 |

### 라디오 시보 멘트
- 표준FM : FM 95.9MHz 부산MBC 라디오입니다. HLKU-SFM
- FM4U : FM 88.9MHz 부산MBC FM4U입니다. HLKU-FM

### 제공 시보
- 제공 시보는 본사와 항상 동일함.
- 부산MBC 자체 ID: 마음을 나눕니다. 희망을 발견합니다. 함께해서 행복한 이시간, 여러분의 부산문화방송입니다.

### 자체 5분 제공 시보
- 카카오 T 대리

### 자체 10분 제공 시보
- 르노코리아자동차
- 무광고 시보
- 카카오 T 대리

### 자체 20분 제공 시보
- 카카오 T 대리

## 지상파DMB방송
부산문화방송이 주사업자로 울산문화방송, MBC경남과 공동으로 부산, 울산, 경남 등 전지역을 방송권역으로 하는 지상파DMB 사업자로서 운영·방송중이다.

## 아나운서

### 현직
- 육선주 - 1988년
- 유정미 - 1988년
- 안희성 - 1993년
- 박기홍 - 1993년
- 안동진 - 1995년
- 김동현 - 2003년
- 이지희 - 2008년
- 정경진 - 2016년
- 서정모 - 2017년
- 강민경 - 2023년

### 전직
- 정유진
- 정병진
- 박유라
- 곽현경
- 김다영 - 전 SBS 아나운서
- 손지현
- 손정은
- 김진웅 - 현재 KBS 아나운서
- 조선영
- 서효원
- 유진영 - 현재 OBS 아나운서
- 장재홍
- 송지언
- 송정훈
- 손지현
- 김호정
- 이은영
- 오창석
- 유진영
- 김윤주
- 장윤라
- 김경란
- 김지은
- 유기경

## 보도국(기자)
보도국
```
* 조수완 보도국장
```

- 데스크 -
```
* 남휘력 편집부장
* 이두원 취재부장
* 조재형 보도기획팀장
* 윤파란 뉴미디어팀장
```

-사회팀-
```
* 김유나A 기자
* 서준석 부국장
* 류제민 기자
* 김유나B 기자
* 조민희 기자
* 유태경 기자 
* 이승엽 기자
* 장예지 기자
```

-보도기획팀-
```
* 박기홍 국장
* 정은주 국장
* 이만흥 부장
* 송광모 기자
* 박준오 기자
```

영상국
```
* 손영원 영상스포츠국장
```

-영상취재부-
```
* 김홍식 영상취재부장
* 김욱진 국장
* 이성욱 국장
* 이보문 차장
* 박현진 기자
* 이석현 기자
```

## 기상캐스터

### 현직
- 정유나

### 전직
- 양지예
- 문지영
- 정지혜
- 정민경

## 리포터

### 현직
- 이수민
- 전철
- 손동혁
- 김난희
- 박유림
- 이진영
- 김진수

### 전직
- 임보라
- 권현정
- 김세례
- 이승주
- 권유리
- 이윤정

## 교통 캐스터
- 배은지
- 이루연
- 이치유
- 임가현

## 역대 연중 캠페인
- 1999년 - 부산을 문화도시로
- 2001년 - 문화도시 부산, MBC와 함께
- 2002년 - 푸른 부산, MBC와 함께
- 2003년 - 세계도시 부산, MBC와 함께
- 2004년 - 힘찬 부산
- 2006년 - 희망 부산, 월드 부산
- 2007년 - 창조도시 부산
- 2008년 - 선진 부산 경제 재도약
- 2010년 - 당신이 아름답습니다
- 2011년 - 함께하면 행복합니다
- 2012년 - '通(통)MBC, 통통! 대한민국’좋은친구 부산MBC
- 2013년 - 나눔 행복, 희망부산!
- 2014년 - 부산과 함께 미래로, 바다와 함께 세계로
- 2015년 - 행복도시 부산, 함께하는 미래
- 2016년 - 신공항은 가덕도 부산은 세계로!
- 2017년 ~ 2018년 - 친절과 배려, 당신이 부산입니다
- 2019년 - 당신과 함께 60년 친구, 부산MBC
- 2020년 - 당신과 아름답습니다.
- 2021년 - 힘내라 부산 당신을 응원합니다.
- 2022년 - 시민과 함께 부산MBC 언제나 여러분과 함께합니다.
- 2023년 - 탄소제로시티 부산의 이름입니다.
- 2024년 - 으라차차 부산, 다시뛰는 부산 여러분과 부산 시민을 응원합니다.
- 2025년 - 빛나라 부산 흥해라 대한민국

## 주해
1. ↑  문화방송이라는 사명은 일본에 있는 분카방송(한자어로 문화방송)의 사명을 참고한 듯하지만, 1950년대 당시 지리적 특성으로 부산 지역에서는 일본 상업방송의 전파가 잡혀 이를 청취한 시민들을 중심으로 왜색 문화가 심해지자 민족문화 수호와 지역문화 활성화에 기여할 우리나라의 민간상업방송을 만들자는 취지[1]로 지어진 사명이라고 한다.
2. ↑  이 백화당예식장은 낮에는 예식장으로 밤에는 피로연장을 겸한 연회장(카바레)으로 변신하며 운영돼 큰 성공을 거뒀고, 개국 초기에는 음악 프로그램의 일환으로 이곳을 중계해 무희와 손님들이 춤추는 모습을 라디오로 들려줬다고[2] 한다.